# ポートサイド・スタジアム
アル・マスリ・クラブ・スタジアム（Al Masry Club Stadium (アラビア語エジプト方言: ستاد النادي المصري)）、通称ポートサイド・スタジアム（Port Said Stadium (アラビア語エジプト方言: ستاد بور سعيد)）は、エジプトのポートサイドに所在していた多目的スタジアム。1958年から2012年まではアル・マスリのホームスタジアムだった。

## 暴動
2012年2月1日、エジプト・プレミアリーグのアル・マスリ対アル・アハリ戦で、アル・マスリのサポーターがスタジアムに乱入。その後暴動となり74人が死亡した。